# Anumeta henkei
Anumeta henkei is een vlinder uit de familie van de spinneruilen (Erebidae). De wetenschappelijke naam van de soort is voor het eerst geldig gepubliceerd in 1877 door Staudinger.
Deze nachtvlinder komt voor in Europa.